# Вакцинація проти COVID-19 у Бурунді
Вакцинація проти COVID-19 у Бурунді — це кампанія масової імунізації населення Бурунді проти COVID-19 під час пандемії коронавірусної хвороби. Бурунді стала однією з найостанніших країн, у якій розпочалася вакцинація проти COVID-19. Це сталося здебільшого через відмову уряду вакцинувати населення протягом більшої частини 2021 року. У лютому 2021 року міністр охорони здоров'я Бурунді Тадді Ндікумана заявив, що його країна більше стурбована заходами профілактики. Як повідомляли місцеві засоби інформації, міністр висловився наступним чином: «Оскільки понад 95 % хворих одужують, ми вважаємо, що вакцини ще не потрібні».
Однак у жовтні 2021 року уряд Бурунді повідомив, що отримав 500 тисяч доз китайської вакцини Sinopharm BIBP, і оголосив, що розпочне щеплення. 18 жовтня 2021 року розпочалися щеплення цільового населення.

## Хронологія
14 жовтня Бурунді отримала пожертву від КНР у 500 тисяч доз вакцини Sinopharm BIBP, і розпочала цільову програму вакцинації 18 жовтня 2021 року. До кінця місяця було введено 560 доз вакцини.
На кінець листопада 2021 року введено 1592 дози вакцини, повністю щеплено 778 осіб.
На кінець грудня 2021 року введено 6421 дозу вакцини та повністю вакциновано 4453 особи (менше 0,1 % цільового населення).
На кінець січня 2022 року було введено 8400 доз вакцини та повністю вакциновано 6016 осіб (менше 0,2 % цільового населення).
На кінець лютого 2022 року введено 11502 дози вакцини, повністю щеплено 9181 особу.
На кінець березня 2022 року введено 12464 дози вакцини, повністю щеплено 9906 осіб.